# Frank Gambale
Frank Gambale (Canberra, 22 dicembre 1958) è un chitarrista australiano.
È conosciuto come uno dei padri della chitarra rock fusion moderna, avendo contribuito alla diffusione di virtuosismi chitarristici innovativi per il tempo, come l'utilizzo della sweep picking e dell'economy picking in una maniera del tutto nuova, facendoli diventare simboli  del suo stile personalissimo e originale, che lo ha reso riconoscibile ed iconico per tutta la sua discografia che ha spaziato dal fusion, al rock blues fino a brani acustici.

## Biografia
È di origine italiana (Paternopoli, in provincia di Avellino, del quale è cittadino onorario) e predilige lo stile rock/fusion. Iniziò a suonare la chitarra all'età di sette anni. Venne influenzato dal modo di suonare il blues di Jimi Hendrix, di John Mayall, di Eric Clapton e di Jerry Garcia dei Grateful Dead. In seguito, durante l'adolescenza, scoprì la musica degli Steely Dan, di Michael Brecker e di Chick Corea che gli fornirono il  primo approccio jazzistico.
Nel 1982 decise di approfondire lo studio della chitarra presso il Guitar Institute of Technology (GIT) di Hollywood, dove si diplomò con successo e rimase come insegnante per 4 anni, durante i quali suonò presso molti jazz club locali, scrisse il suo primo libro, "Speed Picking", e firmò un contratto con l'etichetta Legato per la registrazione di tre dischi. 
Il successivo incontro con Chick Corea segnò una svolta nella sua carriera; iniziarono sei anni di intenso lavoro che lo fecero conoscere al mondo, gli fruttarono 5 dischi, un “Grammy Award” e due “Grammy Nominations”. Di Chick Corea, cui è rimasto molto grato e con cui le collaborazioni si sono susseguite negli anni senza interruzione, ha detto: “Suonare con lui è come se un sogno diventasse realtà!”. Sempre per Chick Corea ha suonato nella Chick Corea Elektric Band insieme a John Patitucci e Dave Weckl.
I suoi impegni in ambito musicale sono andati oltre la pura attività di musicista: case costruttrici di chitarre elettriche e di strumenti elettronici di fama mondiale (come le giapponesi Ibanez e Yamaha) hanno ottenuto la sua consulenza ed il suo nome per progettare e lanciare sul mercato diversi nuovi modelli di chitarre e di accessori elettronici di grande successo.
Oltre a moltissimi altri dischi e collaborazioni con nomi famosi, legati ai più svariati generi musicali, Frank Gambale ha prodotto video didattici, ha girato il mondo con la sua band, è a capo del dipartimento di Chitarra della nuova scuola di musica di Los Angeles chiamata “L.A. Music Academy” (LAMA), dove partecipa attivamente alla stesura dei programmi, alla selezione degli insegnanti, ed all'insegnamento stesso.
Nonostante tutto questo ha continuato ad essere da tredici anni col gruppo Vital Information, con cui ha composto ed eseguito brani per più di sette album assieme al batterista Steve Smith, al tastierista Tom Coster ed al bassista Baron Browne e continua la partecipazione al progetto di registrazione di tre dischi in trio col bassista Stu Hamm ed il batterista Steve Smith.
Frank non rinuncia a nessun impegno legato alla sua attività artistica, ama il suo lavoro ed è felice di lavorare strenuamente; ripete spesso: “Non riesco a credere che si possa essere pagati per fare quello che io faccio; vorrei che quello che faccio non si vendesse in nessuna parte del mondo”.
Dal 2001 continua una stretta collaborazione tra Frank Gambale e uno dei più grandi chitarristi classici viventi, Maurizio Colonna, duetto acustico che ha portato alla nascita di ben tre album (2 studio ed uno live) e ad una serie continua di concerti.
Frank è amico di Billy Cobham, e nel 2004 ha partecipato al suo tour "Spectrum Band" con Tom Coster e Baron Browne, lo stesso Cobham suona nel disco Raison D'etre.

## Discografia

### Album Solisti
- Brave New Guitar (Legato 1985 / Wombat 2000)
- A Present For The Future (Legato 1986 / Wombat 2000)
- Frank Gambale Live (Legato 1987 / Wombat 2000)
- Thunder From Down Under (JVC 1990 / Samson 2001)
- Noteworker (JVC 1991 / Samson 2001)
- The Great Explorers (JVC 1993 / Samson 2001)
- Passages (JVC 1994 / Samson 2001)
- Thinking Out Loud (JVC 1995 / Samson 2001)
- Coming To Your Senses (Favored Nations 2000)
- Resident Alien - Live Bootlegs (Wombat 2001)
- Live in Poland (Wombat 2002)
- Raison D'etre (Wombat 2004)
- Natural High (Wombat 2006)
- Natural Selection (Wombat 2009)

### Album con la Chick Corea Electric Band
- Lightyears (GRP, 1987)
- GRP Super Live In Concert (Tokyo)
- Eye Of The Beholder (GRP, 1988)
- Inside Out (GRP, 1990)
- Beneath The Mask (GRP, 1991)
- To The Stars (GRP, 2004)

### Album con i Vital Information
- Fiafiaga (1988 - Columbia)
- Easier Done Than Said (Columbia)
- Vital Live (VeraBra)
- Ray Of Hope (Intuition)
- Where We Come From (Intuition)
- Live Around The World (Intuition)
- Show 'em Where You Live (Tone Center 2002)
- Come On In (Tone Center 2004)

### Album con Hamm e Smith
- Show Me What You Can Do (Tone Center 2000)
- The Light Beyond (Tone Center 2002)
- GHS 3 (Tone Center 2003)

### Altri (elenco incompleto)
- Truth In Shredding con Allan Holdsworth (Tone Center 1990)
- Centrifugal Funk (Mike Varney Project, con Brett Garsed, Shawn Lane) (Legato 1991)
- Gambale / Colonna - con Maurizio Colonna (Playgame -Italy only-/ Wombat 2000)
- Momentum (con Bunny Brunel e Alan Wackerman)
- Maurizio Vercon (For You - feat. Frank Gambale - 2008 - Two Seasons, 2:50 PM (Still Waiting))
- Gianfranco Piga & Frank Gambale CD ("Innocent Soul") 2007 / 3J Production & Recording
- Made in Australia - Gambale, Donati, Fierabracci (Wombat 2007)